# Liste von Kunstwerken im öffentlichen Raum in Hattingen
Die Liste von Kunstwerken im öffentlichen Raum in Hattingen gibt einen Überblick über Kunst im öffentlichen Raum, unter anderem Skulpturen, Plastiken, Landmarken und andere Kunstwerke in Hattingen, Ennepe-Ruhr-Kreis. Es besteht kein Anspruch auf Vollständigkeit.

## Kunstwerke in Hattingen
In chronologischer Reihenfolge:
| Bezeichnung                                    | Standort                                                   | Koordinaten                     | errichtet | Künstler                  | Anmerkungen | Bild |
| ---------------------------------------------- | ---------------------------------------------------------- | ------------------------------- | --------- | ------------------------- | --- | ---- |
| Hattingia                                      | Kirchplatz                                                 | 51° 23′ 52,8″ N, 7° 11′ 7,4″ O  | 1876      | Friedrich Küsthardt       | Carrara-Marmor mit Sockel aus Ruhrsandstein. Ehrenmal für die Gefallenen des deutsch-französischen Krieges 1870–1871. |      |
| Umschlossene Räume                             | Bebelplatz                                                 | 51° 24′ 38″ N, 7° 12′ 55″ O     | 1962      | Karl Prasse               | Stahl, 300 cm × 300 cm |      |
| Maria mit Kind                                 | St. Mauritius, Essener Straße                              | 51° 24′ 14,9″ N, 7° 8′ 10,5″ O  | 1976      | Ulla H’loch-Wiedey        | Bronzeguss |      |
| Die Hockende                                   | Untermarkt                                                 | 51° 23′ 54″ N, 7° 11′ 0,2″ O    | 1980      | Ulla H’loch-Wiedey        | |      |
| Brunnen                                        | August-Bebel-Straße / Bahnhofstraße                        | 51° 23′ 57,2″ N, 7° 10′ 52,1″ O | 1985      | Martin Einsele            | aus Granit, im Besitz der Sparkasse |      |
| Würfel                                         | Kirchplatz 1, am Alten Rathaus                             | 51° 23′ 53,1″ N, 7° 11′ 2,8″ O  | 1987      | Günther Zins              | Edelstahl, 100 × 100 cm, |      |
| Husbalken                                      | Kirchstraße 4                                              | 51° 23′ 52,8″ N, 7° 11′ 3,5″ O  | 1987      | Bernhard Matthes          | |      |
| Treidelbrunnen                                 | Obermarkt                                                  | 51° 23′ 55,7″ N, 7° 11′ 0,8″ O  | 1988      | Bonifatius Stirnberg      | Der Treidelbrunnen erinnert an die alten Tage der Ruhrschifffahrt. |      |
| Der Späher                                     | Gewerbe- und Landschaftspark Henrichshütte, Werksstraße 25 | 51° 24′ 11,5″ N, 7° 10′ 48,8″ O | 1988      | Gereon Lepper             | Edelstahlblech, 12,5 m × 15,0 m × 1,5 m, auf die Pylone einer Spannseilbrücke montiertes Balance-System |      |
| Der Wächter                                    | Ehemaliges Heggertor, Heggerstraße / Altstadt              | 51° 23′ 57,8″ N, 7° 11′ 4,6″ O  | 1995      | Jan Koblasa               | |      |
| Menschen aus Eisen                             | Martin-Luther-Straße                                       | 51° 23′ 47,6″ N, 7° 11′ 2,5″ O  | 1997      | Zbigniew Frączkiewicz     | |      |
| Die Liegende                                   | Heggerstraße / Altstadt                                    | 51° 24′ 5″ N, 7° 11′ 15″ O      | 1998      | Heinrich Brockmeier       | |      |
| Alles in Allem                                 | Evangelisches Krankenhaus, Bredenscheider Straße           | 51° 23′ 36″ N, 7° 11′ 34,2″ O   | 1999      | Jochen Schimpfle-Andresen | [ 2 ] |      |
| Der blanke Stein                               | Marktplatz                                                 | 51° 24′ 23″ N, 7° 13′ 38,4″ O   | 2001      | Egon Stratmann            | [ 3 ] |      |
| Steinhagentor                                  | Steinhagenplatz, Altstadt                                  | 51° 23′ 48″ N, 7° 11′ 8,5″ O    | 2003      | Voré                      | Stahl, Stein |      |
| Eisenmann                                      | Vor dem Alten Rathaus am Untermarkt                        | 51° 23′ 53,2″ N, 7° 11′ 2,1″ O  | 2007      | Zbigniew Frączkiewicz     | |      |
| Bruchtor (La Porta della Vita, Tor des Lebens) | Martin-Luther-Straße                                       | 51° 23′ 47,8″ N, 7° 10′ 59,5″ O | 2010      | Marcello Morandini        | weißer Marmor, Schwarzer Granit, 600 cm × 600 cm |      |
| Engel Ante Portas                              | Holschentor                                                | 51° 23′ 51,9″ N, 7° 11′ 11,6″ O | 2010      | Urs Dickerhof             | Engel aus Stahl klettern über Mauer |      |
| DISLIKE                                        | Bügeleisenhaus                                             | 51° 23′ 51,4″ N, 7° 11′ 0,7″ O  | 2016      | Stephan Marienfeld        | Grünes bohnenförmiges Kunststoffgebilde mit Seil am Fachwerkhaus befestigt |      |
| Betoninstallationen an der Henrichshütte       | Gewerbe- und Landschaftspark Henrichshütte                 | 51° 24′ 22,9″ N, 7° 11′ 7,1″ O  |           |                           | |      |
| Objekt aus Stahl an der Henrichshütte          | Gewerbe- und Landschaftspark Henrichshütte                 | 51° 24′ 27,4″ N, 7° 11′ 18,4″ O |           |                           | |      |
| Zwei Schmelzer                                 | Welper Markt, Thingstraße, Welper                          | 51° 24′ 41,7″ N, 7° 12′ 6,7″ O  | 2019      | Egon Stratmann            | Die beiden Plastiken bestehen aus Aluminiumbronze und sind beide rund 180 cm groß und etwa 150 Kilogramm schwer. Sie stellen die Schmelzer August Kuhnert (1934–2017) und Rainer Sieler (1944–2017) dar, beide Mitglieder der IG Metall, die bei den Demonstrationen 1987 gegen die Stilllegung der Henrichshütte in ihren Schutzanzügen vorne weg marschierten. |      |
| Granitskulptur                                 | Gethmannscher Garten                                       | 51° 24′ 27,1″ N, 7° 13′ 36,2″ O |           | Zbigniew Fraczkiewicz     | Granit |      |
| Eisenmänner                                    | Gewerbe- und Landschaftspark Henrichshütte                 | 51° 24′ 18,4″ N, 7° 11′ 3″ O    |           | Zbigniew Fraczkiewicz     | |      |
| „WE ALL ARE ONE“                               | Schulstraße 35                                             | 51° 23′ 58,4″ N, 7° 11′ 17″ O   | 2020      | WARK. Rocinha             | Fassadengestaltung, Street Art |      |